# 光吉健次
光吉 健次（みつよし けんじ、1925年3月15日 - 2000年3月8日）は、日本の建築家、都市計画学者。九州大学名誉教授。社団法人日本都市計画学会九州支部初代支部長、財団法人福岡都市科学研究所初代理事長。

## 略歴
九州大学工学部建築学科の創設期に、九州大学での講義を兼務していた丹下健三（東京大学助教授、当時）の後を受けて助教授として赴任し、定年退官まで同学科の発展に寄与した。
丹下研究室時代には、倉吉市庁舎（1956年、鳥取県倉吉市）の設計等を担当した。九州大学では、建築学教室、九州大学五十周年記念講堂、工学部七十五周年記念庭園等を設計し、キャンパスの整備に貢献するとともに、九州各地において数多くの学校建築、商業建築、公共建築等を手がけた。
また、福岡市都市計画審議会会長など、九州各地の都市計画、建築行政に関する委員長、会長職を務め、自治体のマスタープラン策定、住宅地開発、生活環境の整備など、都市の発展に貢献した。さらに、九州大学退官後は、財団法人福岡都市科学研究所理事長を務め、都市計画の学術成果の普及に尽力するとともに、福岡市ユネスコ協会副会長として文化活動にも参与し、日本を研究する海外研究者との国際交流を通じて、日本の理解をひろめる定期的国際会議開催を実現した。

### 年表
- 1925年 - 鹿児島生まれ。
- 1950年
  - 東京大学第二工学部建築学科卒業。
  - 東京大学大学院入学。丹下健三研究室で建築設計、都市設計の研究及び実務に従事。
- 1955年
  - 東京大学大学院修了。
  - 九州大学助教授。
- 1971年 - 九州大学教授。
- 1979年 - 福岡市国土利用計画審議会会長。
- 1985年 - アジア太平洋博覧会福岡’89基本構想委員会専門委員会座長、福岡ユネスコ協会副会長、福岡市都市計画審議会会長、福岡市都市景観懇談会座長、福岡県豊かな景観を考える懇談会座長、福岡市特別土地保有税審議会会長、北九州市ホープ計画策定委員会会長。
- 1986年 - 福岡県文化懇話会座長、福岡市都心構想委員会会長、佐賀市中央地区更新開発計画委員会会長、佐世保市中心市街地活性化調査委員会会長。
- 1987年 - 福岡市総合計画審議会会長、福岡市屋外広告物審議会会長、福岡市都市景観審議会会長、福岡市商業近代化推進協議会部会長、香椎地区副都心整備計画委員会会長、福岡県建築住宅文化賞選考基準等検討委員会委員長、佐賀市唐人町南地区まちづくり計画策定委員会会長、粕屋地域都市基盤整備基本構想策定委員会委員長。
- 1988年
  - 3月 - 九州大学定年退官。
  - 4月 - 福岡都市科学研究所初代理事長。
  - 5月 - 九州大学名誉教授、福岡市都市景観審議会会長、福岡市ウォーターフロント開発構想検討委員会会長、福岡シーサイドももち土地利用検討委員会会長、福岡舞鶴城址将来構想委員会会長、福岡市高齢化社会対策専門委員会座長、福岡県天神中央公園歩道橋選定委員会委員長、建設省第一回公共建築九州・沖縄地区審査委員会委員長。
- 2000年3月8日 - 脳梗塞のため逝去（74歳没）[1]。

## 作品・計画等
(東京大学丹下研究室)

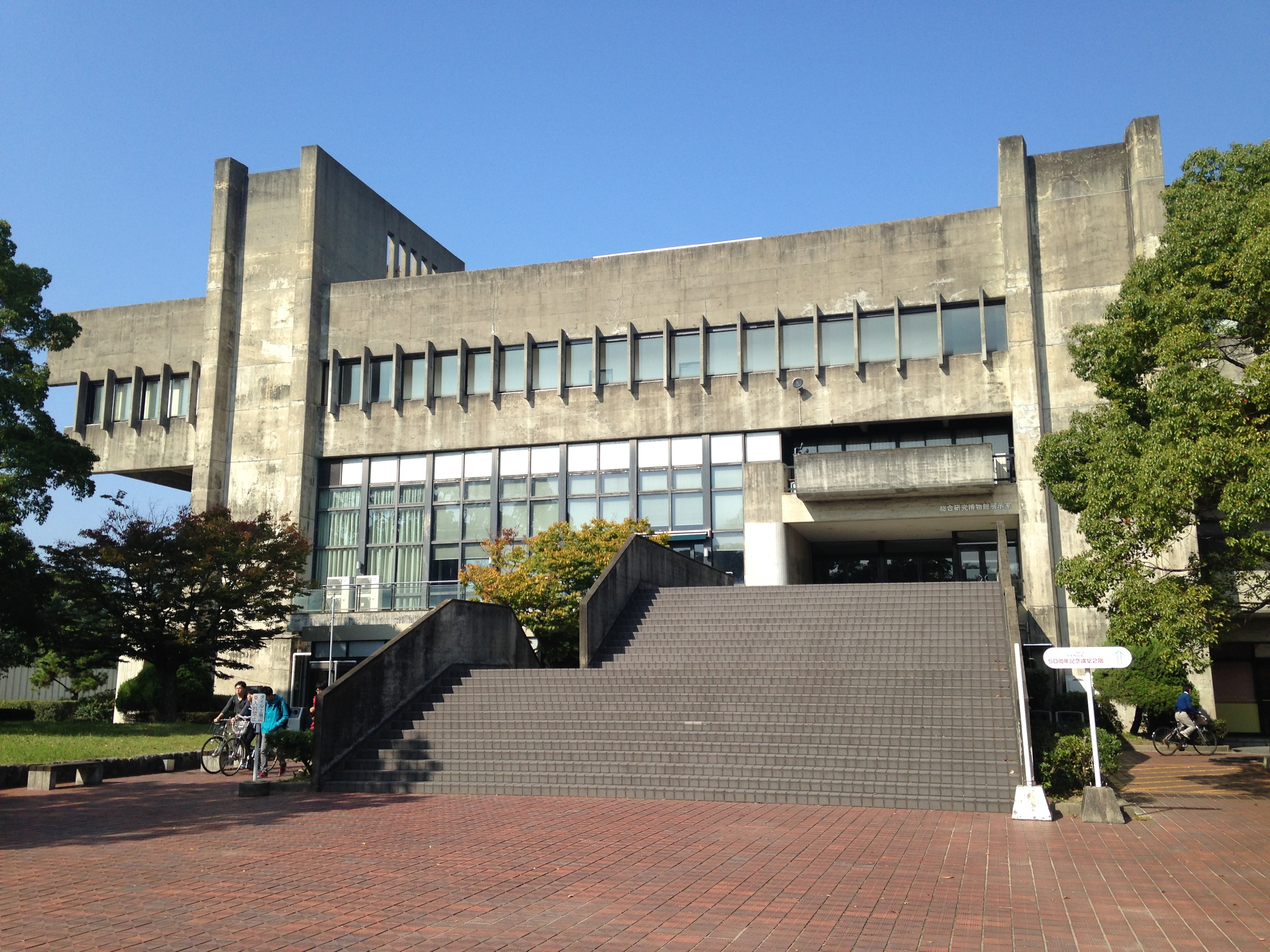
九州大学創立五十周年記念講堂

- 広島平和会館原爆記念陳列館（1952年、広島市）[2]
- 広島平和会館本館（1955年、広島市）[2]
- 広島平和会館公会堂計画（1953年、広島市）[2]
- 広島子供の家（1953年、広島市）[2]
- 愛媛県民館（1953年、松山市）[2]
- 神奈川県立図書館、音楽ホール計画（1952年）[2]
- 外務省庁舎計画（1952年、東京都）[2]
- 東京都庁舎（1957年、東京都）[2]
- 清水市庁舎（1954年、清水市）[2]
- 図書印刷株式会社原町工場（1955年、沼津市）[2]
- 倉吉市庁舎（1957年、倉吉市）[2]

（九州大学）
- 福岡市西消防署（1957年、福岡市）
- 久我興産ビル（1957年、福岡市）
- 中村医院（1957年、福岡市）
- 杉ノ井ホテル（1958年、大分県別府市）
- トルコ・イスタンブール工科大学設計協議応募作（1958年)
- 香月邸（1959年、福岡市）[3]
- 九州大学建築学教室（1960年、福岡市）[3][4]
- 浜玉町役場（1960年、佐賀県唐津市）[3][4]
- 丸屋デパート第1期（1960年、鹿児島市）[5]
- 福岡市役所基本計画（1961年、福岡市）
- 七山村立小学校（1962年、佐賀県唐津市）[6][7][8][4][9]
- 嘉穂高等学校図書館（1962年、福岡県飯塚市）[10][4]
- アルゼンチン・プジョービル国際設計応募作（1962年）[11]
- 若戸大橋料金所（1962年、北九州市）
- 国立劇場設計競技応募作（1963年）
- 国立京都国際会館設計競技応募作（1963年）[12]
- 光吉邸（1963年、福岡市）[13]
- 国立京都国際会館設計競技応募作（1964年）[12]
- 佐治邸（1964年、福岡市）[14]
- 浪速芸術大学学園総合計画設計競技応募作（1964年）[4]
- 川内聖母幼稚園（1964年、鹿児島県川内市）[15][16]
- 北九州市長期総合計画（1964年、北九州内市）
- 鹿子前ビジタセンター（1965年、長崎県佐世保市）[17][18][4]
- 永岡ビル（1965年、福岡市）
- 福岡市戦災死没者慰霊塔（1965年、福岡市）
- 直方市街地計画（1965年、福岡県直方市）
- 「明日の北九州展」パイロット･コミュニティー計画（1965年、北九州市）、[19]
- 川内カトリック教会（1966年、鹿児島県川内市）[4]
- 野の花学園（1966年、福岡市）
- 小倉駅北口再開発計画（1966年、北九州市）[19]
- 小倉栄町再開発計画（1966年、北九州市）[19]
- 福岡市総合計画基本計画・第1次改定（1966年、福岡市）
- 九州大学創立五十周年記念講堂（1967年、福岡市東区）[20][19][21][22]
- 丸屋デパート第2期（1967年、鹿児島市）
- 博多駅周辺計画（1967年、福岡市）[19]
- 八女市中心部再開発計画（1967年、福岡県八女市）[19]
- 佐賀市総合計画（1967年、佐賀市）
- 大牟田栄町地区再開発計画（1967年、福岡県大牟田市）
- 清風荘（1968年、鳥取県米子市）[23]
- 八女市中央公民館（1968年、福岡県八女市）[24][23][25]
- 浜玉中学校（1968年、佐賀県唐津市）[24][23]
- 福岡市水道局（1968年、福岡市）[25]
- 第2野の花学園（1968年、福岡市）
- 志免粕屋地区基本計画（1968年、福岡県）
- 八女市基本計画（1968年、福岡県八女市）
- 下和白コミュニティー計画（1968年、福岡市）
- 最高裁判所庁舎設計競技応募作（1969年）[26]
- 北九州市日明処理場本館（1970年、北九州市）[27][28]
- 安楽寺納骨堂（1970年、宮崎県都城市）[27][28]
- 浜玉中学校体育館（1970年、佐賀県唐津市）
- 浜玉町給食センター（1970年、佐賀県唐津市）
- 日明初音高層住宅（1970年、北九州市）
- 森邸（1970年、福岡市）
- 北九州市日明清掃工場（1971年、北九州市）
- 高浜邸（1971年、福岡市）
- 倉敷市水島第一下水処理場本館他（1971年、岡山県倉敷市）
- 北九州市消費生活センター計量検査合同庁舎（1971年、北九州市）
- 水巻町総合開発計画（1971年、福岡県水巻町）
- 小竹・宮田地区土地利用基本構想（1971年、福岡県直方市）
- 福岡市総合計画基本計画・第2次改定（1971年、福岡市）
- 箱根国際観光センター設計競技応募作（1971年）
- 糸田町大熊保育所（1972年、福岡県嘉穂郡糸田町）
- 北九州市皇后崎清掃工場（1972年、北九州市）
- 浜玉町浜玉小学校プール（1972年、佐賀県唐津市）
- 糸田町公民館（1972年、福岡県嘉穂郡糸田町）
- 荒川邸（1972年、福岡市）
- 斎藤邸（1972年、福岡市）
- 北元石油サンロードSS（1972年、鹿児島市）
- ホテル清風荘増築（1972年、鳥取県米子市）
- 福岡市土地利用基本構想および再開発構想調査（1972年、福岡市）
- 福岡都市圏緑住都市軸開発調査（1972年、福岡市）
- 小倉区魚町地区再開発計画（1972年、北九州市）
- 中津市コミュニティセンター（1972年、大分県中津市）
- 浜玉町中央公民館（1973年、佐賀県唐津市）
- 天神地区都心計画（1973年、福岡市）
- 福岡市商業近代化地域計画（1973年、福岡市）
- 福岡市西南部地区開発基本計画（1973年、福岡市）
- 北九州市基本構想・長期構想（1973年、北九州市）
- 北九州市グリーンプラン調査（1973年、北九州市）
- 北九州市皇后崎下水処理場管理センター（1974年、北九州市）
- 博多部地区振興計画（1974年、福岡市）
- 丸屋デパート増改築（1975年、鹿児島市）
- 福岡市近隣モデル計画（1975年、福岡市）
- 博多船溜利用計画（1975年、福岡市）
- フィリピン・マニラ低所得者用住宅地区開発設計競技応募作（1975年）
- 浜玉町社会体育館（1976年、佐賀県唐津市）
- 鹿児島城南教会・敬愛幼稚園（1976年、鹿児島市）[29]
- 福岡市総合計画基本計画・第3次改定（1976年、福岡市）
- 前原町適正人口調査（1976年、福岡県糸島郡前原町）
- 新門司清掃工場（1977年、北九州市）[29]
- 福岡市庁舎構想計画（1977年、福岡市）
- 福岡市地区情報に関する調査（1977年、福岡市）
- 福岡市人口配置計画（1978年、福岡市）
- 福岡市住環境整備計画（1978年、福岡市）
- イラン・パーレビ国立図書館設計競技応募作（1978年）
- 福岡国際センター総合ホール基本設計（1979年、福岡市）
- 福岡市商業市街地構想調査（1979年、福岡市）
- 福岡市工業地環境調査（1979年、福岡市）
- 宮田町貝島露天掘跡地等土地利用計画（1979年、福岡県宮田町）
- 鹿児島市中央地区いづろ商店街ペデストリアンデッキ計画（1979年、鹿児島市）
- 福岡市商業近代化実施計画（1980年、福岡市）
- 福岡市工業市街地構想調査（1980年、福岡市）
- 新建築会館設計競技応募作（1980年）
- 香港ピーク設計競技応募作（1980年）
- 北九州市東部斎場（1981年、北九州市）
- 水巻町庁舎公共施設配置計画ならびに中央区整備計画（1981年、福岡県水巻町）
- 宮田町貝島炭鉱跡地開発基本計画（1981年、福岡県宮田町）
- 福岡市水上公園基本計画（1981年、福岡市）
- 福岡市総合計画基本計画・第4次改定（1981年、福岡市）
- 小郡・筑紫野ニュータウン高圧線下利用計画検討（1981年、福岡県小郡市・筑紫野市）
- 福岡県営御幸町団地建替基本計画（1982年、福岡市）
- 福岡県営野間団地建替基本計画（1982年、福岡市）
- 水巻町庁舎および周辺整備計画（1982年、福岡県水巻町）
- 福岡県営千鳥団地基本計画（1983年、福岡市）
- 北元ビル（1983年、鹿児島市）
- 港湾機能更新に伴う住環境整備に関する調査（1983年、福岡市）
- 九州大学工学部創立75周年記念庭園（1984年、福岡市）
- 西日本新聞社新工場基本計画（1984年、福岡市）
- 水巻町総合開発計画（1984年、福岡県水巻町）
- 福岡市地区情報調査（1984年、福岡市）
- 国土利用計画策定支援システムの開発に関する調査（1984年、福岡市）
- 福岡県営豊団地基本計画（1985年、福岡市）
- 香椎振興整備計画調査（1985年、福岡市）
- 福岡市土地利用計画予備モデル開発（1985年、福岡市）
- 福岡市区別計画策定調査マスタープラン予備調査（1985年、福岡市）
- 全労済会館設計競技応募作（1985年）
- 福岡市企業振興センター基本構想（1986年、福岡市）
- 福岡県営さや団地基本計画（1986年、福岡市）
- 第二国立劇場設計競技応募作（1986年）
- アジア太平洋博覧会会場基本計画（1986年、福岡市）[30]
- アジア太平洋博覧会基幹施設（1987年、福岡市）[30]
- アサヒビール園博多（1989年、福岡市）

（出典：明日の建築と都市、1988年11月、九州大学出版会）

## 著書
- 明日の建築と都市（1988年11月、九州大学出版会、ISBN 487378204X）
- 遺産と創造 - もう1つの西洋建築史（1994年10月、海鳥社、ISBN 4874150837）
- モザイクのきらめき - 古都ラヴェンナ物語（2001年11月、九州大学出版会、ISBN 4873787068）